# It Takes a Muscle

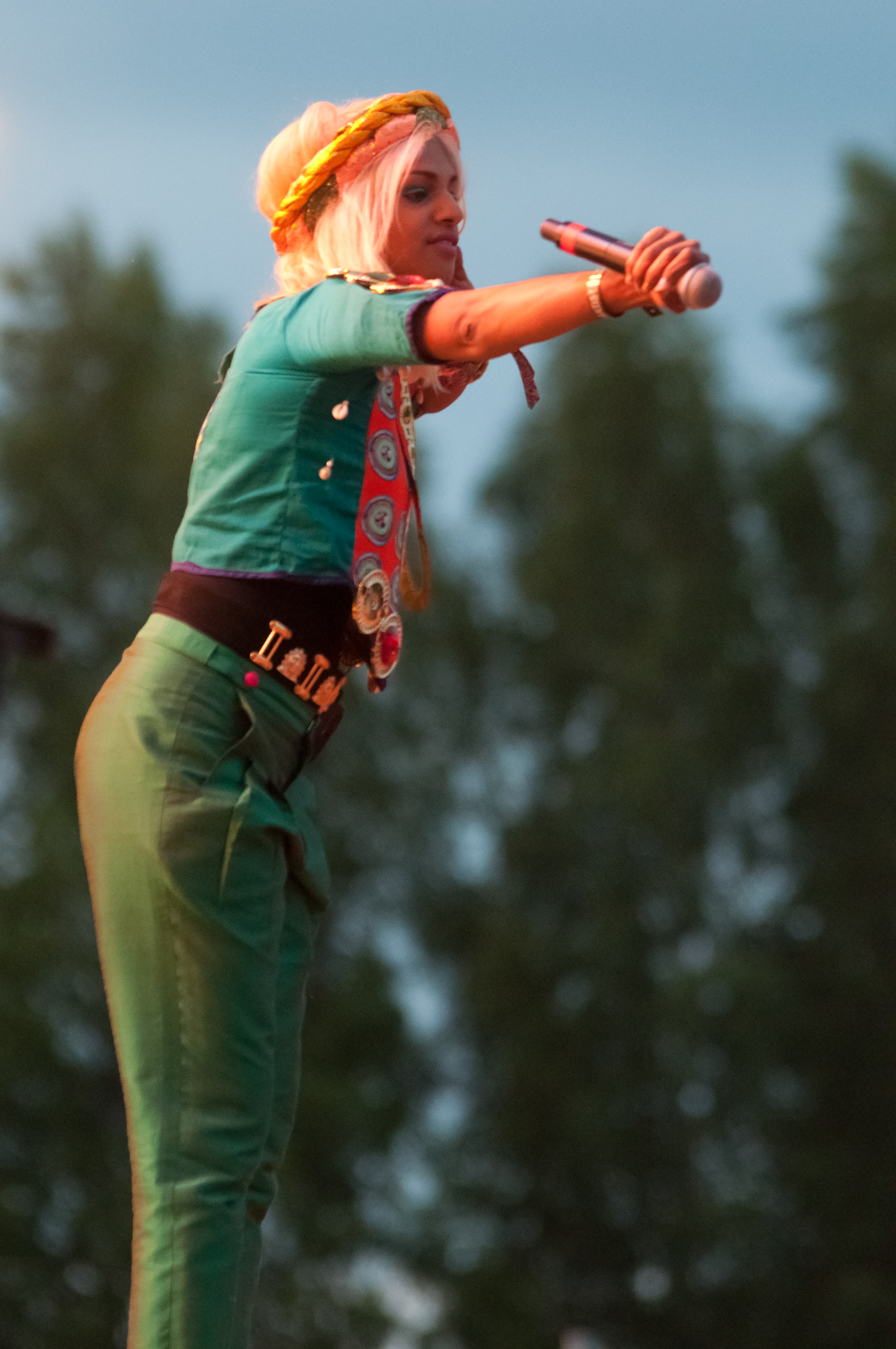
M.I.A. 2011-ben.

Az It Takes a Muscle M.I.A. brit énekesnő dala Maya című albumáról. 2010 december 20-án jelent meg az album harmadik, és egyben utolsó kislemezeként. A dal a Spectral Display (Michel Mulders és Henri Overduin) 1982-es It Takes a Muscle to Fall in Love című számának feldolgozása. Az eredeti felvétel nem volt sikeres, és a duó is nem sokkal a szám megjelenése után feloszlott.
M.I.A. változata a második verziója volt a dalnak, mely 2010-ben jelent meg. Korábban a Get a Room kiadta egy limitált kiadású kislemezben az eredeti felvétel egy remixét.
Az énekesnő a The Specials mellett adta elő a számot a Later… with Jools Hollandban.

## Háttér
A dal reggae stílusú, producere Diplo volt, akivel az énekesnő már korábban is dolgozott. A felvételt M.I.A. online adta ki, Teqkilla és Steppin’ Up című dalai mellett. A felvétel a Maya című album dallistáján hetedik helyen szerepel.

## Megjelenési forma és számlista
- Digitális letöltés[1]

1. It Takes a Muscle – 3:03
2. It Takes a Muscle (Pearson Sound Refix) – 5:45

## Megjelenések
| Ország             | Dátum              | Formátum           | Kiadó         |
| ------------------ | ------------------ | ------------------ | ------------- |
| Kanada             | 2010. december 20. | Digitális letöltés | XL Recordings |
| Németország        | 2010. december 20. | Digitális letöltés | XL Recordings |
| Egyesült Királyság | 2010. december 20. | Digitális letöltés | XL Recordings |